# Modern UI
Modern UI (anteriormente conocida como Metro, también llamada popularmente interfaz de azulejos) es el nombre de la interfaz de usuario (UI), desarrollado por Microsoft, principalmente para su uso en Windows Phone. En términos generales, es una interfaz plana, con colores básicos y diseños geométricos, con una movilidad horizontal (en PC) o vertical (en móviles). Está optimizada para su uso en pantallas táctiles, aunque puede ser funcional en las que no tienen esta propiedad.   
Las versiones anteriores de las interpretaciones de interfaz de Modern UI, como la tipografía, comenzaron ya en Microsoft Encarta 95 y MSN 2.0 y posteriormente fueron implementados en productos como Windows Media Center y Zune.
Más tarde, los principios de la interfaz de usuario Modern se introdujeron en el sistema operativo móvil de Microsoft, Windows Phone; en la Xbox 360, como actualización del dashboard; y Windows 8. Una versión especialmente hecha de la fuente Segoe de Microsoft, Segoe WP, se utiliza como la fuente predeterminada para todos los elementos tipográficos. Esto fue confirmado por Microsoft en la feria Computex, al afirmar que Windows 8, el sucesor de Windows 7, está inspirado en la interfaz de usuario Modern.  
Microsoft también tuvo en cuenta para el diseño de la interfaz de usuario Modern a otros productos y servicios para agregarlo, como la consola  Xbox 360 y Aplicaciones Microsoft, las cuales se idearon para crear productos y servicios de consumo, con un aspecto unificado y distintivo.
A mediados de 2012, Microsoft descartó por completo el nombre original de «Metro». Las aplicaciones en la nueva interfaz pasaron a llamarse «Modern UI Style Apps», y la interfaz de Windows Phone 8, «la interfaz de usuario Modern».

## Historia
Modern UI se basa en los principios de diseño clásico de texto gráfico suizo. Se puede apreciar las primeras manifestaciones de este estilo en Windows Media Center para Windows XP Media Center Edition, que prefiere el texto como el medio principal de navegación. Esta interfaz fue lanzada en versiones posteriores de Media Center. 
En 2006, Microsoft renovó su interfaz de Zune para usarse directamente en móviles. En un principio, los creadores de Modern UI de Microsoft decidieron rediseñar la interfaz y centrarse en una tipografía clara, y menos en la iconografía clásica de UI; se le dio un mayor enfoque al Servicio al Cliente. Zune Desktop también fue rediseñado con un énfasis en la tipografía y en el diseño limpio que era distinto de versiones anteriores de Zune, con una «interfaz de usuario basada en Media Center portátil».
Con la salida al mercado de Windows 8 en 2012, se incluyeron colores nuevos y live tiles (mosaicos dinámicos). Previamente, en 2010 se introdujo por primera vez el diseño de interfaz de usuario Modern UI para Windows Phone. Microsoft había empezado a integrar estos elementos del diseño de la interfaz de usuario Modern UI en otros productos, pero de una forma más rudimentaria, como en las nuevas versiones de efectos directos, de los desaparecidos Windows Live Messenger y Windows Live Mesh.

## Desarrollo

Pantalla Inicio en Windows 8.

El equipo de diseño de Microsoft asegura que la interfaz de usuario Modern UI fue inspirada inicialmente (al menos en parte) por el dibujo de los sistemas de transporte, tales como los del Metro eléctrico de King County, Washington (de ahí el nombre en clave de «Metro»), localizado en el área de Seattle, donde Microsoft tiene su sede. 
Modern UI pone énfasis en la tipografía y el gran texto, elementos inmediatamente perceptibles. Microsoft dice: que la interfaz de usuario Modern está diseñada para «suave, rápido, moderno» y «refresco» de los entornos de usuario basada en iconos como el de Windows, Android e iOS. En todos los casos, la fuente es Segoe UI, diseñada por Steve Matteson en Agfa Monotype y patentada por Microsoft. Para Microsoft Zune, tiene una versión personalizable con el nombre de «Zegoe UI» y para Windows Phone, Microsoft tiene creada la fuente «Segoe WP». Las fuentes generalmente son las mismas, o con pequeñas diferencias.

## Principios
Modern UI ha sido especialmente diseñado para añadir a acelerar. Realizar tareas comunes juntas se logran mediante la omisión de elementos innecesarios, o bien, anclando gráficos que se utilizarán como la interfaz de usuario principal.
En cambio, el contenido en sí se coloca sobre un fondo de desplazamiento lateral. Los títulos de página son generalmente grandes y por lo tanto, se utilizan de lado en el desplazamiento.
Las animaciones juegan un papel importante, con las transiciones y las interacciones del usuario, tales como huellas o manchas que se sienten como los movimientos naturales. Esto se utiliza para advertir al usuario para indicar que la interfaz está «viva» y sensible, con «un carácter de mayor profundidad».

## Críticas
Las reacciones de la interfaz de usuario Modern UI son en general positivas.[cita requerida] El blog tecnológico Engadget escribió: «Microsoft continúa aquí con su impulso hacia la gran, gran tipografía, proporcionando un sofisticado diseño, muy bien diseñado, que es casi tan funcional como atractiva». La página web CNET complementa la opinión sobre el diseño de interfaz de Modern UI, diciendo: «es un poco más atrevida y más informal que los ajustados, rejillas, iconos estériles y menús Rolodex del iPhone y iPod Touch».
La Industrial Designers Society of America (Sociedad de Diseñadores Industriales de América, IDSA) distinguió a Windows Phone, valorando la interfaz de usuario Modern utilizada con los precios, al afirmar «por elección popular, diseño» como el Best in Show. Isabel Ancona,  «User Experience Consultant» de IDSA, explicó por qué Windows Phone ha ganado este premio y también se explica la «experiencia en el uso» de Metro.

«La novedad aquí es la fluidez de la experiencia y el enfoque en los datos, sin necesidad de utilizar las convenciones de interfaz de usuario tradicional de ventanas y marcos. Los datos son los elementos visuales y controles. Gestos simples y transiciones guían al usuario a profundizar en el contenido. Una experiencia verdaderamente elegante y única.»